# 呂錦清
吕锦清（1962年12月5日—），出生于广东，中国篮球运动员，是上世纪80年代初中国国家男子篮球队国手，现任北京控股翱龙篮球俱乐部总经理。

## 职业生涯
- 1973年进入广州市海珠区业余体校，
- 1978年进入广东青年队。留在他心中的少年时代，是极其刻苦的训练。
- 1984年入选国家队，成为中国男篮队第一位从地方青年队直接入选国家队的球员。